# 龜殼攀鱸
龜殼攀鱸（学名：Anabas testudineus，俗名过山鲫、攀鲈、巴摩鱼、辟邪鱼、老虎鱼等）为輻鰭魚綱鱸形目攀鲈科攀鲈属的鱼类。1792年，德国博物学家馬庫斯·埃利澤·布洛赫曾以Anthias testudineus（龟壳花鮨）之学名首次记载。

## 分布
本魚属中国原生鱼类，为亚洲特有，仅分布于東南亞及南亞，包括中國南方、越南、柬埔寨、緬甸、馬來西亞、泰國、菲律賓、印尼、新幾內亞、印度、尼泊爾、巴基斯坦等地。　

## 特徵
本魚體色会受生活水域的水质所影响，有銀灰色或绿褐色，側腹顏色較淺，腹部為白色。側腹有隨意分布的黑色斑點，後半部更明顯。鰓蓋後有一塊深色斑點，尾柄上各有一塊斑紋。頭部又寬又平，嘴裂開。背鰭硬棘16-20枚；背鰭軟條7-10枚；臀鰭硬棘9-11枚；臀鰭軟條8-11枚，體長可達25公分以上。

## 生態
本魚常生活於熱帶、亞熱帶的河溝、池塘的底層以及喜棲息於平靜、淤泥多的水體中。屬雜食性，以大型植物，蝦與魚苗為食。在乾季時，水位低時，能以特化的器官直接吸取空氣，並能用胸鰭在地面上攀爬，生命頑強。

## 經濟利用
以顽强的生命力和能在陆地上爬行而闻名于世，1870年首次引入伦敦动物园附近的水族馆，在海外是受欢迎的著名观赏鱼类。攀鱸是越南傳統中非常受歡迎的食物，佐以魚露併用陶鍋乾燒至魚露入味，在南北越均屬名菜。

## 扩展阅读
維基物種上的相關：龜殼攀鱸